# 深江久代
深江 久代（ふかえ ひさよ、1954年11月 - ）は、日本の保健師、保健学者（公衆衛生看護）。学位は修士（看護学）（浜松医科大学・2008年）。静岡県立大学看護学部特任教授。
静岡県駿東郡清水町役場保健婦、静岡県富士保健所保健婦、静岡県立厚生保育専門学校教育主事、静岡県清水保健所保健婦、静岡県立大学短期大学部第一看護学科教授、静岡県立大学短期大学部看護学科教授、静岡県立大学看護学部教授などを歴任した。

## 来歴

### 生い立ち
1954年11月に生まれた。静岡県立厚生保育専門学校に進学し、保健学科にて学んだ。1978年3月、静岡県立厚生保育専門学校を卒業した。

### 保健師として
1978年、静岡県駿東郡の清水町役場に保健婦として採用された。翌年、静岡県の富士保健所に保健婦として採用された。1983年、母校である静岡県立厚生保育専門学校にて教育主事を務めることになった。また、1985年には国立公衆衛生院の専攻課程にて、看護コースの研修を修了した。1994年、静岡県の清水保健所に保健婦として採用された。

### 保健学者として
1997年、静岡県立大学に採用され、短期大学部の助教授に就任した。2002年、静岡県立大学にて短期大学部の教授に昇任した。また、並行して浜松医科大学の大学院に進学し、医学系研究科にて学んだ。2008年3月、浜松医科大学の大学院における修士課程を修了した。それに伴い、修士（看護学）の学位を取得した。2016年10月、静岡県立大学の看護学部に異動し、そちらの教授となった。看護学部においては、主として看護学科の講義を担当し、公衆衛生看護学を受け持った。2020年3月31日、定年により静岡県立大学の教授を退任した。同年4月1日からは看護学部の特任教授として、引き続き看護学科の講義を担当した。

## 研究
専門は保健学であり、特に公衆衛生看護などといった分野の研究に従事している。具体的には、保健師を対象としたクレームへの対応に関する研修の研究や、難病に対する地域ケアシステムの構築の研究に取り組んだ。
学術団体としては、日本公衆衛生学会、日本難病看護学会、日本看護研究学会、日本看護科学学会、日本家族看護学会、日本地域看護学会、日本在宅ケア学会、日本公衆衛生看護学会、などに所属していた。

## 略歴
- 1954年 - 誕生[1]。
- 1978年 - 静岡県立厚生保育専門学校保健学科卒業[2]。
- 1978年 - 清水町役場保健婦[2]。
- 1979年 - 富士保健所保健婦[2]。
- 1983年 - 静岡県立厚生保育専門学校教育主事[2]。
- 1985年 - 国立公衆衛生院専攻課程看護コース修了[2]。
- 1994年 - 清水保健所保健婦[2]。
- 1997年 - 静岡県立大学短期大学部第一看護学科助教授[2][註釈 3]。
- 2002年 - 静岡県立大学短期大学部第一看護学科教授[2]。
- 2007年 - 静岡県立大学短期大学部看護学科教授[註釈 4]。
- 2008年 - 浜松医科大学大学院医学系研究科修士課程修了[3]。
- 2016年 - 静岡県立大学看護学部教授[2]。
- 2020年 - 静岡県立大学定年退職[5]。
- 2020年 - 静岡県立大学看護学部特任教授[5]。

## 著作

### 寄稿、分担執筆、等
- 松田正己著者代表『標準保健師講座』3巻、4版、医学書院、2018年]ISBN 978-4-260-03187-5

### 註釈
1. ↑  静岡県立厚生保育専門学校は2000年に閉校し、証明事務などの残務は静岡県立大学短期大学部に移管された。
2. ↑  保健婦は、2002年に保健士と統合され、保健師となった。
3. ↑  静岡県立大学短期大学部第一看護学科は、のちに静岡県立大学短期大学部看護学科の源流の一つとなった。
4. ↑  静岡県立大学短期大学部看護学科は2016年に廃止され、教員らは静岡県立大学看護学部に移管された。